# Esercito nazionale Khmer
L’esercito nazionale khmer (in francese: Armée Nationale Khmère - ANK), comunemente conosciuto come esercito cambogiano, è stata la componente terrestre delle forze armate nazionali khmer (FANK), le forze armate della Repubblica Khmer tra il 1970 e il 1975 durante la guerra civile cambogiana.

## Storia
L'arma più antica e più grande delle forze armate cambogiane in termini di personale e di materiale, il Regio Esercito khmer (in francese: Armée Royale Khmère  - ARK) venne creato ufficialmente il 20 novembre 1946, dopo la firma di un accordo militare franco-khmer che definiva l'organizzazione provvisoria sia dell'ARK che delle truppe miste franco-cambogiane. I termini dell'accordo stabilivano che le nuove forze armate sarebbero state costituite da unità territoriali indigene di stanza all'interno della Cambogia per aiutare a mantenere l'ordine e una riserva mobile (in francese: Reserve Mobile) composta da 8.000 soldati khmer, da dividere in metà uguali di 4.000 ciascuno tra l'ARK e le unità di fanteria mista del Corpo di spedizione francese dell'Estremo Oriente (CEFEO), messe a disposizione dell'Alto Commissario francese per l'Indocina. L'addestramento e l'istruzione delle unità ARK venne affidata ad una missione di addestramento militare francese (in francese: Mission Militaire Française d'Instruction Militaire), composta da ufficiali e sottufficiali dell'esercito francese, che agirono come istruttori e consiglieri militari. Tre giorni dopo, a Phnom Penh, nacque la prima unità militare regolare interamente cambogiana, il 1º Battaglione cacciatori khmer (in francese:  1er Battaillon de Chasseurs Khmères  - 1° BCK), formato da elementi trasferiti sia dalla Guardia Nazionale Khmer che dalla Guardia Indigena (in francese:  Garde Indigène) e il Reggimento cacciatori cambogiani (in francese:  Régiment de Chasseurs Cambodgiens  - RCC) dell'Esercito dell'Unione Francese. Un secondo battaglione di fucilieri (in francese:  2éme Battaillon de Chasseurs Khmères  - 2 ° BCK), creato da ausiliari irregolari khmer reclutati localmente (in francese:  suppletifs) venne arruolato a Kratié nel dicembre dello stesso anno.
Guidati da una squadra di alti ufficiali e sottufficiali francesi, e destinati ad essere utilizzati in operazioni di sicurezza interna per sostenere il Corpo di spedizione francese in Estremo Oriente (CEFEO), i nuovi battaglioni khmer videro il loro primo combattimento nel 1947 contro i guerriglieri vietminh nel nord-est della Cambogia. Le operazioni di controguerriglia in piccola scala, questa volta contro il movimento nazionalista ribelle cambogiano Khmer Issarak, continuarono nel corso dei successivi tre anni, durante i quali i battaglioni khmer assunsero gradualmente la responsabilità della difesa delle province di Battambang e di Kampong Thom.

### L'ARK nella guerra d'Indocina
Questo periodo vide una rapida espansione delle unità dell'ARK e a partire dal giugno 1947 la sua forza effettiva era di circa 4.000 uomini, di cui 3.000 prestarono servizio nella Guardia Nazionale khmer (francese: Garde Nationale Khmère). Nel luglio 1949 fu firmato un secondo accordo militare franco-khmer, che concedeva alle forze militari cambogiane un'ulteriore autonomia operativa nelle province di Siem Reap e di Kampong Thom. In base a un protocollo aggiuntivo firmato nel giugno 1950, ai governatori provinciali cambogiani venne assegnata la responsabilità della pacificazione delle province sotto le loro giurisdizioni; per portare a termine questa missione venne assegnata a ciascuna una forza di controguerriglia composta da una compagnia di fanteria Khmer indipendente. Alla fine di quell'anno venne firmato un accordo di assistenza militare tra Stati Uniti e Francia, che prevedeva l'espansione delle forze militari indigene in Indocina, e nel 1952 la forza dell'ARK aveva raggiunto i 13.000 uomini, superando in numero le forze francesi del CEFEO di stanza in Cambogia. Vennero formati nuovi battaglioni di fucilieri khmer, vennero istituite unità di supporto al combattimento specializzate e venne istituita una struttura per il supporto logistico.
Nell'agosto 1948, a Takéo, venne arruolato un terzo Battaglione cacciatori (3° BCK), seguito nel gennaio 1951 da altri due battaglioni di fucilieri (5° e 6° BCK) addestrati nel Centro d'addestramento della fanteria (in francese: Centre d'Entrainement de Infanterie  - CEI) di Pursam. Vennero create formazioni specializzate. Si formarono due squadre con autoblindo, il 1º Squadrone di ricognizione (in francese: 1er Esquadron de Reconnaissance Blindée  - 1° ERB) nel mese di agosto 1950 ed il 2º Squadrone di ricognizione (in francese:  2éme Esquadron de Reconnaissance Blindée  - 2° ERB) nel mese di luglio 1951 a Phnom Penh, e un Battaglione paracadutisti khmer (francese:  1er Battaillon parachutiste khmer  - 1° BPK) nacque ufficialmente nel dicembre 1952. Vennero creati due battaglioni di fanteria supplementari nell'aprile 1953 - il 7° BCK a Siem Reap e l'8 BCK a Ta Khmau, nella Provincia di Kandal, portando la forza totale fino a 6.000 uomini, di cui circa la metà in servizio nella Guardia Nazionale Khmer e metà nella riserva mobile. Quest'ultima in questo momento comprendeva tre battaglioni di fucilieri, con uno dei suoi battaglioni assegnato alle forze dell'Unione francese altrove in Indocina. Le unità militari cambogiane ricevettero responsabilità più ampie, inclusa la protezione delle piantagioni di gomma lungo la regione centrale del fiume Mekong e la sorveglianza delle aree costiere delle province cambogiane meridionali e delle aree di confine orientale con la Cocincina per prevenire i tentativi di infiltrazione delle unità guerrigliere vietnamite.
Sebbene, addestrati dai francesi, gli ufficiali minori e i sottufficiali khmer cominciassero lentamente a prendere un ruolo di primo piano nel corso del tempo, l'ARK era ancora tenuto saldamente sotto il controllo dell'alto comando francese durante la sua missione d'addestramento militare, rinominata nel 1951 "Missione militare francese presso il governo della Cambogia" (in francese: Mission Militaire Française près du Gouvernment du Royaume du Cambodge). Lo stato maggiore dell'ARK era interamente occupato da ufficiali francesi di grado alto ed intermedio, che svolgevano la maggior parte del supporto di comando e controllo, del lavoro d'intelligence e dell'addestramento e supervisionavano le consegne di armi e attrezzature alle unità militari khmer. Verso la metà del 1953, tuttavia, su istigazione del loro giovane re Norodom Sihanouk, il personale militare khmer iniziò non solo a partecipare a manifestazioni nazionalistiche antifrancesi che chiedevano la totale indipendenza cambogiana, ma abbandonarono anche le unità guidate dai francesi a centinaia. Dopo un giro del mondo per pubblicizzare la sua campagna per l'indipendenza, il re Sihanouk si ritirò in una "zona franca di indipendenza" istituita nella provincia di Battambang, dove venne presto raggiunto da 30.000 soldati dell'ARK e della polizia in una dimostrazione di sostegno e di forza. Nell'ottobre di quell'anno, l'alto comando francese accettò finalmente di trasferire la responsabilità della sicurezza nazionale cambogiana all'ARK e, a tal fine, venne firmato un altro accordo militare franco-khmer. Secondo i termini di questo accordo, le unità militari khmer a guida francese dovevano essere trasferite al controllo delle autorità nazionali cambogiane, che doveva essere creata una zona operativa sulla riva orientale del Mekong ed assegnata alle forze dell'Unione francese. Quest'ultima era detenuta congiuntamente dal Gruppo operativo francese del Basso Mekong (in francese: Groupement Opérationnel du Bas Mékong  - GOBM) e dalle unità dell'ARK, che fornivano la sicurezza per l'intera lunghezza della strada 13 in Cambogia. Gli unici elementi che rimanevano subordinati al comandante in capo francese in Cambogia erano la missione militare e il GOBM. L'ARK e la Guardia Nazionale khmer furono consolidate in una nuova forza di difesa nazionale che comprendeva 17.000 uomini, le forze armate nazionali cambogiane (in francese: Forces Armées Nationales Cambodgiennes - FANC). In questa fase le FANC consistevano solo di forze terrestri, sebbene i francesi stessero pianificando la creazione in un futuro prevedibile di componenti aeronautiche e navali.
Il 9 novembre 1953, il Regno di Cambogia proclamò ufficialmente la sua indipendenza dalla Francia. Nel frattempo, l'espansione delle FANC di nuova creazione continuò con l'aggiunta, nello stesso mese, di due nuovi battaglioni di fanteria leggera, il 9° BCK arruolato a Svay Rieng e il 10° BCK a Prey Veng. Il 20 novembre il Regno di Cambogia ottenne la totale indipendenza e il re Sihanouk prese ufficialmente il comando delle FANC di 17.000 uomini, sebbene la Francia mantenne il diritto di stazionare unità del CEFEO nella Cambogia nord-orientale per proteggere i suoi collegamenti di comunicazione con il Tonchino.
All'inizio del 1954, la "khmerizzazione" delle unità delle FANC, ancora sotto il comando di ufficiali e sottufficiali francesi iniziò ad essere implementata, con la maggior parte di questi quadri che assumevano il ruolo di consulenti tecnici o istruttori, mentre altri mantennero i loro posti nelle varie sedi degli stati maggiori delle unità e nei servizi della branca tecnica. Tuttavia, a causa della mancanza di un chiaro piano di sviluppo per la FANC e per compensare la carenza di ufficiali addestrati, il suo corpo ufficiali venne ampliato sostituendo i quadri francesi in partenza con ufficiali della riserva khmer scarsamente addestrati, che vennero semplicemente incorporati nel corpo degli ufficiali e dei sottufficiali in servizio attivo. Alcuni ufficiali della riserva khmer vennero posti nei comandi territoriali, mentre i gradi superiori del comando vennero occupati da alti funzionari khmer nominati frettolosamente come ufficiali militari, il cui grado era basato sul loro grado civile. In questo sistema, un governatore provinciale o il presidente di un tribunale avrebbe potuto diventare un tenente colonnello o un colonnello senza aver mai ricevuto addestramento militare di alcun tipo.
Le FANC continuarono ad espandersi nei mesi successivi per accogliere nuove unità e branche di servizio terrestri. I francesi istituirono un battaglione corazzato cambogiano autonomo (in francese: Bataillon Blindée Cambodgien - BBC), equipaggiato con autoblindo, semicingolati e auto da ricognizione statunitensi, ed il 1º marzo venne ufficialmente istituito un servizio navale e fluviale, la Marina Reale khmer (in francese: Marine Royale Khmère - MRK). Nell'aprile 1954, le FANC erano composte dall'arma terrestre e da quella navala, con la prima che tornava alla sua designazione originale di Regio Esercito khmer (ARK).

### Gli anni della neutralità (1964-1970)
In risposta al colpo di stato contro il presidente Ngô Đình Diệm nel Vietnam del Sud, il 20 novembre 1963 il principe Sihanouk annullò tutti gli aiuti americani e il 15 gennaio 1964 venne sospeso lo US MAAG Program quando la Cambogia adottò una politica di neutralità. L'ARK continuò a fare affidamento sull'assistenza militare francese, ma allo stesso tempo si rivolse all'Unione Sovietica, alla Cina, alla Cecoslovacchia, alla Gran Bretagna, al Belgio e alla Germania Ovest per armi, equipaggiamento ed addestramento.

### L'organizzazione prima del 1970
Dal gennaio 1970, il Reale Esercito Khmer si attestava a circa 35.000 ufficiali e soldati uomini e donne, organizzato secondo il modello dell'esercito francese in 53 reggimenti (in realtà battaglioni) e 13-15 compagnie regionali indipendenti; poco più della metà vennero designati battaglioni di fanteria (in francese: Battaillons d'Infanterie), ed il resto battaglioni di fanteria leggera (in francese: Battaillons de Chasseurs) e battaglioni di commando di frontiera (in francese:  Battaillons Commando). Le truppe d'élite e alcune unità di supporto, tra cui la Guardia Reale Khmer (in francese: Garde Royale Khmere), la guarnigione di Phnom Penh, le truppe aviotrasportate (in francese: Parachutistes), le Comunicazioni (in francese: Trasmissions), il Genio (in francese: Génie), l'Artiglieria (in francese: Artillerie), l'Antiaerea (in francese:  Difesa Antiaérienne) e i Trasporti (in francese: Train) vennero organizzati in sei formazioni più grandi chiamate mezze brigate (in francese: Demi-Brigades). Altri servizi tecnici d'arma, come il servizio medico (in francese: Service de Santé o semplicemente Santé), il servizio logistico (in francese: Service de Matériel), la logistica militare (in francese: Service de Matériel), gli armamenti (in francese: Munitions), il carburante militare / Petrolio, Carburante e Lubricanti - POL (in francese: Service de Essence), il quartiermastro (in francese: Service de Intendance), la polizia militare (in francese: Prevôtée Militaire o Police Militaire - PM), la giustizia militare (in francese: Justice Militaire), i servizi sociali e culturali (in francese: Services Sociales et Culturelles), i servizi geografici (in francese: Service Geographique) e i servizi veterinari (in francese: Service Vétérinaire) vennero posti sotto la responsabilità delle direzioni dei servizi che dipendevano dal Ministero della Difesa Nazionale.
La Cambogia venne divisa dal settembre 1969 in sette distretti militari denominati "Regioni militari" - MR (in francese Régions Militaires) comprendenti da uno a dieci sottodistretti militari (in francese Subdivisions) di dimensioni disuguali che corrispondono approssimativamente alle aree delle 23 province e distretti del paese. Comprendevano la 1ª RM (in francese Région Militaire 1), la 2ª RM(in francese Région Militaire 2), la 3ª RM (in francese Région Militaire 3), la 4ª RM (in francese Région Militaire 4), la 5ª RM (in francese Région Militaire 5) e la 6ª RM (in francese Région Militaire 6).La maggior parte delle unità dell'ARK erano concentrate nel nord-est della provincia di Ratanakiri e nella zona di Phnom Penh; quest'ultima era il quartier generale delle sei mezze brigate principali e dei servizi di supporto, mentre le formazioni di fanteria vennero dispiegate in tutto il paese. Anche il piccolo corpo corazzato venne organizzato in una Mezza brigata corazzata (in francese: Demi-Brigade Blindée Khmere) composta da due battaglioni di carri armati indipendenti - uno di stanza a Phnom Penh e l'altro a Kampong Cham - e un reggimento di ricognizione corazzato, il 1° RRC (in francese: 1re Régiment de Reconnaissance Blindée) a Sre Khlong nella provincia di Kampong Speu.
Anche se esisteva una schiera di riserva considerevole di ufficiali e sottufficiali addestrati, c'era una persistente mancanza di unità di riserva. Alcune unità vennero inviate alle forze di riserva generale, che consisteva solo delle truppe della guarnigione di Phnom Penh - una mezza brigata composta da due battaglioni di fanteria leggera - e delle unità di supporto al combattimento (mezze brigate delle Comunicazioni, del Genio, corazzate e d'artiglieria).

#### Armi ed equipaggiamento
Con l'eccezione di un paio di unità specializzate, la maggior parte di queste formazioni in realtà si trovava sotto organico, erano mal addestrate e mal equipaggiate in maniera casuale con una serie di sistemi d'arma francesi, americani, inglesi, belgi, tedesco-occidentali, cecoslovacchi, cinesi, e sovietici.
Durante la prima guerra in Indocina, i battaglioni di fanteria dell'ARK vennero equipaggiati con vecchi MAS-36 della seconda guerra mondiale, M1903 Springfield e i fucili bolt-action Lee-Enfield, insieme a fucili mitragliatori Sten, M1A1 Thompson e MAT-49; le mitragliatrici leggere FM 24/29, Bren e M1918A2 BAR vennero utilizzate come armi di squadra. Gli ufficiali e i sottufficiali ricevettero le pistole MAS-35-S, FN P35 o Colt.45 M1911A1. Nel settembre 1950, l'ARK iniziò il processo di standardizzazione sull'equipaggiamento statunitense, con le unità di fanteria e aviotrasportate che prendevano in consegna il fucile semiautomatico M1 Garand, la M1/M2 Carbine (unità aviotrasportate ricevettero la carabina semiautomatica paracadutista M1A1) e la M3A1 Grease Gun, seguita dalla mitragliatrice Browning M1919A4 cal.30 e dalla mitragliatrice pesante Browning M2HB cal.50. Dopo la rinuncia all'assistenza militare degli Stati Uniti nel 1964, l'ARK ricevette dalla Cina, dall'Unione Sovietica e da altri paesi del blocco orientale un numero considerevole di fucili semiautomatici SKS, fucili d'assalto Vz. 58, fucili d'assalto AK-47, mitragliatrici leggere DP, mitragliatrici leggere RPD, mitragliatrici medie SG-43/SGM Goryunov e RPG RPG- 2 e RPG-7. Inoltre, secondo quanto riferito, quantità limitate di fucili d'assalto FN FAL e Heckler & Koch G3 vennero acquisite dal Belgio e dalla Germania Ovest, ma non vennero mai adottate come armi standard. La fanteria e le formazioni aviotrasportate dell'ARK erano inoltre equipaggiate con armi con squadre di servizio come i mortai Brandt mle 27/31 da 81 mm e M2 da 4,2 pollici (107 mm).
L'inventario dei corpi corazzati consisteva di trentasei carri armati leggeri M24 Chaffee, quaranta carri armati leggeri AMX-13, e un po' di obici semoventi M8 HMC 75 millimetri; gli squadroni di ricognizione vennero muniti con cinque autoblindo leggere M8 Greyhound, quindici veicoli da ricognizione M20, quindici autoblindo Panhard AML-60 e AML-90. I battaglioni di fanteria meccanizzata vennero rilasciati con M3 Half-Track, M3 Scout Car, BTR-40 e trenta veicoli trasporto truppe (APC) BTR-152.
Il corpo di artiglieria schierava obici trainati M101A1 da 105 mm, dodici obici sovietici M-30 da 122 mm, venti MRBL sovietici BM-13 132 mm e dieci MRBL BM-14 140 mm.
Le unità di Difesa Aerea erano dotate di cannoni di fabbricazione inglese Bofors da 40 mm, ventisette cannoni contraerei sovietici S-60 da 57 mm e cannoni contraerei cinesi Type 55/65 da 37 mm.
La logistica aveva la responsabilità del corpo di trasporto, dotato di una varietà di veicoli di collegamento e trasporto. Il parco veicoli consisteva in un inventario misto pari a 150 veicoli, tra cui la Jeep Willys da un 1/4 di tonnellata, reduce statunitense della seconda guerra mondiale, il Land Rover (4x4) serie I-II, i veicoli leggeri GAZ-69A (4x4) e i camion GAZ-63 (4x4) da 2 tonnellate sovietici. I mezzi di trasporto pesanti andavano dal GMC CCKW 2½ ton (6x6), ex-esercito francese reduce statunitense della seconda guerra mondiale, e i camion Chevrolet G506 1½ ton (4x4) ai camion cinesi Yuejin NJ-130 da 2,5 ton (4x2) e Jiefang CA-30 per uso generico 2,5 ton (6x6).

### L'espansione (1970–71)
Dopo il colpo di stato del marzo 1970, il nuovo capo dello Stato, il maresciallo Lon Nol, emise un ordine di mobilitazione generale e, dopo essersi assicurato il sostegno militare americano, thailandese e sud-vietnamita, istituì prontamente piani ambiziosi per espandere le forze armate khmer. Poco dopo il colpo di stato, tuttavia, la Cina e l'Unione Sovietica interruppero i loro programmi di assistenza militare e la missione militare francese sospese ogni cooperazione con la Cambogia, privando così il suo esercito di addestramento ed assistenza tecnica vitali. Nel giugno del 1970, il ribattezzato esercito nazionale khmer (in francese: Armée Nationale Khmere  - ANK), si espanse rapidamente a 110.000 uomini e donne, anche se la maggior parte di loro erano reclute inesperte organizzate in una confusionaria serie di formazioni di combattimento sul modello francese ed americano, composte da sottufficiali anziani ed ufficiali inesperti.
Allo stesso tempo, ci furono diverse modifiche relative all'organizzazione campale. I battaglioni di fanteria regolari vennero prima amalgamati in reggimenti autonomi (in francese: Regiments d'Infanterie Autonomes  - RIA), presto aboliti a favore di una brigata raggruppante diversi battaglioni. Ai primi del maggio 1970, vennero create diciotto nuove brigate di fanteria (in francese: Brigate d'Infanterie  - BI), ma solo dodici - 1ª, 2ª, 3ª, 4ª, 5ª, 6ª, 8ª, 9ª, 10ª, 11ª, 12ª, 13ª e 14ª Bta Fant. - vennero adeguatamente equipaggiate, le altre sei - 15ª, 16ª, 17ª, 18ª, 19ª e 20ª Bta Fant. - non vennero mai completate o rimasero sulla carta.
Dalla metà del 1970, le unità di fanteria cominciarono a formarsi in 15 grandi gruppi di brigata (francese:  Groupments Brigate d'Infanterie  - GBI), ciascuno composto da due brigate e approssimativamente delle dimensioni di una divisione, ma mancavano unità di supporto. Di questi, solo tre erano militarmente effettivi entro il gennaio del 1972, altri tre erano ancora in fase di formazione e i restanti nove erano solo marginalmente affidabili. Le mezze brigate d'Artiglieria, delle Comunicazioni, del Genio, e corazzate vennero raggruppate in una brigata, che divenne la 1ª Brigata corazzata khmer (1a Bga Cor., 1re Brigade Blindée Khmere  in francese).

### La riorganizzazione (1972–73)
Per snellire la massa delle formazioni di combattimento delle forze terrestri, tra luglio e dicembre 1972 venne attuato un importante rimpasto lungo le linee americane. La vecchia struttura organizzativa modellata sull'esercito francese venne abbandonata a favore di una moderna organizzazione convenzionale basata sul modello dello US Army. Nel gennaio 1973, tutti i quartier generali dei gruppi di brigata (QG), 17 QG di reggimento, 16 QG di brigata e 13 battaglioni erano stati sciolti, sostituiti da 32 brigate di fanteria di nuova creazione, 202 battaglioni di fanteria e 465 compagnie di fanteria territoriale. Di questi totali, 128 battaglioni formavano gli elementi di manovra per le 32 brigate, di cui 20 sarebbero rimaste indipendenti e 12 sarebbero state distribuite tra le nuove quattro divisioni di fanteria meccanizzata (in francese: Divisions d'Infanterie) create dai gruppi di brigata esistenti:
- 1ª Divisione fanteria (in francese: 1re Division d'Infanterie)
- 2ª Divisione fanteria (in francese: 2éme Division d'Infanterie)
- 3ª Divisione fanteria (in francese: 3éme Division d'Infanterie)
- 7ª Divisione fanteria (in francese: 7éme Division d'Infanterie)

Una quinta divisione, la 9ª Divisione Guardie sottodimensionata, venne successivamente creata nell'aprile 1974. Le armi dei Corazzati, dell'Artiglieria, delle Comunicazioni e del Genio non vennero toccate da questa riorganizzazione e mantennero la loro struttura di brigata separata sotto i propri comandi.
Anche la Riserva Generale venne riorganizzata dal maresciallo Lon Nol nell'aprile 1972, suddividendola in tre gruppi: la Force A, distaccata ad una RM per operazioni di combattimento; la Force B, la riserva di Stato Maggiore che comprendeva cinque brigate; e la Force C , due battaglioni aviotrasportati sotto il comando personale di Lon Nol. L'ordine di battaglia dell'ANK a metà del 1973 consisteva in quattro divisioni di fanteria, nove brigate di fanteria indipendenti, due brigate aviotrasportate (una delle quali non venne mai rafforzata e venne sciolta lo stesso anno), una brigata corazzata, una brigata lagunari, un'unità forze speciali, cinque brigate di servizi di supporto, 15 brigate regionali di fanteria assegnate alle regioni militari (RM) e una mezza brigata della difesa aerea. Le unità territoriali includevano 58 battaglioni di fanteria assegnati a ciascuno dei sotto-distretti militari all'interno delle RM più grandi, 529 compagnie di fanteria indipendenti e 76 batterie di artiglieria da campagna.

#### Armi ed equipaggiamento 1970–75
La forza dell'esercito cambogiano si attestava a 220.000-230.000 soldati sulla carta entro la metà del 1972, ma si stima che il numero reale non fosse meno di 150.000 soldati, armati dagli Stati Uniti con US$ 1.18 miliardi di armi e attrezzature. Il suo inventario comprendeva 241.630 fucili, 7.079 mitragliatrici, 2.726 mortai, 20.481 lanciagranate, 304 cannoni senza rinculo, 289 obici, 202 APC M113 (tra cui 17 trasporti M106 equipaggiati con un mortaio pesante da 107 mm), e 4.316 camion.
Nei primi mesi della guerra, la maggior parte delle unità di fanteria cambogiane combatterono l'Esercito Popolare del Vietnam e i khmer rossi con un misto di vecchie armi di fanteria francesi e statunitensi della seconda guerra mondiale e di armi moderne sovietiche e cinesi in eccesso. ereditato dalle scorte del Regio Esercito khmer o consegnate come aiuto di emergenza dagli americani. I battaglioni di fanteria dell'ANK successivamente inviati nel Vietnam del Sud per l'addestramento tra il febbraio 1971 e il novembre 1972 nell'ambito dello US Army-Vietnam Individual Training Program (UITG) vennero equipaggiati con revolver Smith & Wesson Model 10, pistole Colt.45 M1911A1 e Smith & Wesson Model 39, fucili d'assalto M16A1, mitragliatrici leggere BAR M1918A2, mitragliatrici medie Browning M1919A4 cal.30, mitragliatrici pesanti Browning M2HB cal.50, lanciagranate M79, lanciarazzi anticarro M72 LAW, mortai M19 da 60 mm e M29 81 mm e cannoni senza rinculo M40A1 106 mm. All'ANC vennero fornite anche quantità limitate di carabine CAR-15, di mitragliatrici M60 e di lanciagranate M203, che alla fine trovarono la loro strada nelle truppe d'élite cambogiane, come le forze speciali khmer e le compagnie Recondo. Sebbene i programmi di aiuto UITG e MEDTC consentissero all'ANC di standardizzare le moderne armi statunitensi, esso non sostituì del tutto le armi precedenti, in particolare nel caso delle unità territoriali e delle formazioni di supporto di retroguardia.
Nell'ottobre 1970, il comando dell'esercito cambogiano cercò di espandere il proprio corpo corazzato ma, nonostante le ripetute richieste di più moderni carri armati leggeri M41 Walker Bulldog e autoblindo Cadillac Gage V-100 Commando, Washington rifiutò di consegnarli. Così le unità corazzate cambogiane continuarono a fare affidamento sul loro vecchio parco di M-24 statunitensi e carri armati leggeri AMX-13 francesi e di autoblindo M8, M20 e AML fino al 1974, quando le crescenti perdite in combattimento e la carenza di pezzi di ricambio costrinsero il ritiro di molti di questi veicoli (in particolare quelli francesi, dopo che la Francia emise un embargo dei ricambi) dal servizio di prima linea, venendo gradualmente rimpiazzati dagli M113.
L'esercito cambogiano ricevette anche, dopo il 1970, un nuovo afflusso di mezzi di trasporto e di collegamento di cui aveva molto bisogno. All'inizio della guerra, il comando dell'esercito si trovò di fronte un grave problema logistico - il piccolo numero di antiquati camion militari statunitensi, sovietici, e cinesi disponibili del suo corpo di trasporto presto si rivelarono insufficienti per portare il numero crescente di soldati mobilitati, per non parlare delle loro prestazioni sulle lunghe distanze. Per ovviare alle disparità del loro sistema di trasporto durante il primo anno della guerra, i comandanti dell'esercito ricorsero alla requisizione degli autobus civili e di altri veicoli commerciali per ottenere le loro truppe al fronte.
Nel 1971-72, il corpo di trasporto venne riorganizzato e ampliato con l'aiuto degli Stati Uniti e dell'Australia, che fornì 350 Jeep M151 1/4 ton (4x4) 'Mutt' (di cui un certo numero venne convertito in autoblindo di fortuna per compiti di sicurezza e di scorta ai convogli), camion commerciali Dodge M37 - 3/4 ton 1953 (4x4), e camion cargo M35A2 2½ ton (6x6), seguiti da 300 autocarri commerciali militarizzati americani riuniti negli impianti australiani.
Anche il Corpo d'Artiglieria venne ristrutturato sotto le linee statunitensi nel 1972-73, ricevendo ulteriori venticinque obici da campagna trainati M101A1 da 105 mm, dieci obici da campagna trainati M114A1 155 mm e otto semoventi cingolati M109 da 155 mm, destinati a sostituire i pezzi d'artiglieria sovietici gradualmente ritirati dal servizio a causa della mancanza di pezzi di ricambio e munizioni.

## Forze d'élite
- Brigata aviotrasportata cambogiana
- Battaglione para-commando
- Forze speciali khmer
- Brigata lagunari

## Storia di combattimento

### Le operazioni finali (1974–75)
Il 17 aprile 1975 i Khmer Rossi entrarono a Phnom Penh, ponendo fine alla guerra civile cambogiana. Long Boret, Lon Nol ed altri alti ufficiali di stato maggiore delle FANK ed alti funzionari del governo della Repubblica Khmer vennero sommariamente giustiziati senza processo ai complessi del Cércle Sportif, mentre le truppe dell'esercito nella città vennero disarmate, venendo successivamente portate allo Stadio Olimpico e anche loro giustiziate.
La stessa sorte toccò alle restanti unità dell'esercito cambogiano e alle guarnigioni ancora in possesso dei capoluoghi di provincia e di alcune città chiave. In tutto il paese, migliaia di uomini e donne cambogiane demoralizzate che ebbero la sfortuna di essere catturate con la divisa dell'esercito - che vanno dagli ufficiali ai sottufficiali e anche ai soldati semplici, a prescindere se avessero commesso crimini di guerra o meno - vennero circondati dalle unità di guerriglia dei khmer rossi e massacrati. A Phnom Penh e altrove, alcuni ufficiali e soldati semplici evitarono la cattura cambiandosi rapidamente in abiti civili e andando nei sotterranei. Mentre decine di soldati cambogiani arresi vennero semplicemente fucilati da un plotone e avevano i loro corpi scaricati in tombe superficiali scavate in aree forestali, un numero considerevole di loro vennero inviati per essere 'rieducati' nei nuovi campi di lavoro (meglio conosciuti come "Killing fields") prontamente istituiti dai khmer rossi poco dopo la vittoria, dove vennero costretti a sopportare la terribile vita dei campi e delle condizioni di lavoro fino all'invasione vietnamita della Cambogia nel 1978.
Solo pochi uomini dell'esercito tra aprile e maggio 1975 riuscirono a fuggire a piedi o in auto attraverso il confine con la Thailandia, dove alla fine del 1970 avrebbero fornito i quadri di fondazione per le forze di guerriglia anti-vietnamite dell'Armata Nazionale Sihanoukista (ANS) e del Fronte di Liberazione Nazionale del Popolo Khmer (KPNLF).

## Uniformi ed insegne dell'Esercito cambogiano
L'esercito cambogiano deve la sua origine e le tradizioni delle truppe Khmer dell'ARK coloniale al servizio francese della Guerra d'Indocina e anche dopo che gli Stati Uniti presero il ruolo di principale sponsor straniero per le Forze Armate Nazionali Khmer all'inizio degli anni '70, l'influenza militare francese era ancora percepibile nelle loro uniformi e nelle loro insegne.

### Uniformi di servizio e da campagna
L'uniforme base del Regio Esercito cambogiano (ARK) per tutti i ranghi era una copia locale dell'uniforme tropicale dell'esercito francese (in francese: Tenue de toile kaki clair Mle 1945), costituita da una giacca di cotone kaki e di pantaloni sul modello dell'uniforme tropicale cachi "Chino" statunitense della seconda guerra mondiale. La giacca M1945 aveva un fronte di sei bottoni, due tasche applicate sul petto chiuse da lembi rettilinei circondati di punte e spalline (francese: Epaulettes), mentre i pantaloni M1945 "Chino" presentavano due pinze sui fianchi anteriori. In alternativa, poteva essere indossata la giacca a maniche corte M1946 (in francese: Chemisette kaki clair Mle 1946), con due tasche sul petto a pieghe chiuse da lembi a punta; esisteva anche una versione a maniche lunghe, sulla base della giacca francese M1948 (in francese: Chemise kaki clair Mle 1948).
Anche le giacche a maniche corte e i calzoncini (in francese: Culotte courte kaki clair Mle 1946) erano rilasciati ed indossati in base alle condizioni meteorologiche. Sul campo, gli ufficiali e i soldati cambogiani indossavano una combinazione di tuta verde oliva (OG) M-1943 HBT statunitense e tuta verde grigia da combattimento M1947 francese (in francese: Treillis de combat Mle 1947).
Gli ufficiali dell'ARK ricevettero l'uniforme standard di servizio estiva delle FARK in cotone cachi, che era modellata sull'uniforme cachi dell'esercito francese M1946/56 (in francese Vareuse d'officier Mle 1946/56 et Pantalon droit Mle 1946/56); per le occasioni formali, venne rilasciata anche una versione estiva leggera in cotone bianco (che era l'uniforme standard delle FARK). La giacca a collo aperto aveva due tasche sul petto pieghettate chiuse da lembi appuntiti e due laterali non piegate chiuse da quelle dritte mentre le maniche avevano finti risvolti; la patta anteriore e le alette delle tasche erano fissate con bottoni dorati. L'uniforme veniva indossata con una camicia cachi abbinata e una cravatta nera sull'uniforme di servizio, mentre la versione bianca invece veniva indossata con una camicia bianca e una cravatta nera.
Dopo il marzo del 1970, come parte del programma di riequipaggiamento MAP sponsorizzato dagli USA, l'esercito cambogiano (ANK) venne dotato di nuovi uniformi tropicali verde oliva americane, delle OG-107 commerciali dell'esercito americano e dell'uniforme M1967 Jungle Utility, che sostituì rapidamente l'uniforme più vecchia.
Così come l'ARVN, i cambogiani presto produssero un'interessante varietà propria di versioni di queste Jungle Utility o avevano sarti per modificarle per soddisfare i loro gusti e le loro esigenze, con combinazioni mescolate ed abbinate lontano dal non comune. Non era infrequente vedere uomini e donne soldato cambogiani che indossavano una camicia OG-107 accompagnata da un paio di pantaloni M1967 Jungle Utility o viceversa. I pantaloni OG-107 erano spesso convertiti mediante l'aggiunta di sacchetti da cargo; magliette e giacche avevano le maniche tagliate a livello del gomito, vennero aggiunti spallacci, alette, singoli bottoni tasca avrebbero potuto essere sostituiti da versioni a due bottoni (con o fermagli o angoli rotondi) o nasconderli, e - una pratica comune per gli ufficiali - l'aggiunta di una spalletta sulla manica sinistra superiore con penne a sfera, che erano un simbolo d'autorità nelle forze armate indocinesi. A volte le uniformi vennero convertite in sahariane leggere, aggiungendo tasche applicate a due bottoni sul lembo più basso.
Riflettendo la crescente influenza americana, gli alti ufficiali dell'ANK adottarono nel 1970-71 una nuova alta uniforme, che consisteva in una tuta verde oliva e in pantaloni indossati con una camicia bianca e una cravatta nera. Il taglio della tuta a quattro bottoni fu un design ibrido simile sia all'uniforme verde M-1954 "Classe A" dell'esercito americano sia all'uniforme M1946/56 cachi dell'esercito francese: l'uniforme (in francese  Vareuse d'officier Mle 1946-1956); aveva due tasche sul petto a pieghe chiuse da alette a punta e due sena pieghe chiuse sul lato da rette, mentre le maniche avevano risvolti bianchi. La patta anteriore e le tasche anteriori erano garantite da bottoni dorati con l'emblema del servizio combinato del Comando Generale delle FANK. La prima uniforme cachi dell'ARK venne tuttavia conservata, essendo ora indossata come uniforme di servizio da parte degli ufficiali in occasioni informali e per passeggiate fuori da ranghi e file.

### Uniformi di mimetizzazione
Le bluse da mimetizzazione M1947/53-54 TAP "Lizard" francese (in francese:  tenue Leopard ) e i giubbotti M1947/52 TTA con pantaloni di corrispondenza vennero emessi per le truppe aviotrasportate dell'ARK dal 1950, anche se la carenza più tardi nei primi anni '70 ne limitò l'uso solo ad ufficiali e sottufficiali. I soldati paracadutisti ricevettero una divisa prodotta localmente mimetizzata a pallini (noto come "modello Spot") nel corso degli anni '60, che consisteva di macchie verdi oliva e color ruggine su uno sfondo verde pallido.
Dopo il 1970, vennero forniti all'ANK anche i modelli statunitensi Tigerstripe e "Highland" ( ERDL 1948 Leaf Pattern  o "Woodland"), thailandesi ( Thai Tadpole ) , e sudvietnamiti ( Tadpole Sparse ).

### Copricapi
Il copricapo più comune per tutte le file dell'ARK/ANK era un berretto leggero di cotone di stoffa cachi soprannominato "gourka", adottata dall'esercito francese come M1946 (francese:  Beret de toile kaki clair Mle 1946 ) durante la guerra d'Indocina, che cpiava un modello di berretto tropicale precedentemente indossato dalle truppe britanniche in Estremo Oriente durante la seconda guerra mondiale.
I berretti venivano indossati tirati a sinistra alla moda francese, con la sequenza di colori come segue: Servizio Generale - kaki, Fanteria - leggero verde oliva, Corpo Corazzato - nero, Paracadutisti e Para-Commando - rosso ciliegia (marrone), Forze Speciali - verde bosco, Polizia Militare e Gendarmeria regionale - blu scuro; i berretti fatti di telo mimetico "Tigerstripe" e "Highland" vennero emessi anche per le unità d'élite. Con l'eccezione delle versioni leggeri kaki e mimetici - che vennero fabbricati in tre pezzi -, i berretti di tutti gli altri corpi "vennero fatti di lana in un unico pezzo collegato a un bordo nero (o marrone) in pelle dotato di due cinghie di serraggio nere dietro, seguendo i modelli francesi M1946 (in francese  Beret Mle 1946 ) o M1953/59 (francese:  Beret Mle 1953-1959 ).
Gli ufficiali dell'ARK ricevettero un berretto con visiera di servizio leggero cachi sulla base del modello francese M1927 (in francese:  Casquette d'officier Mle 1927 ), da indossare con l'abito di servizio cachi, mentre una versione top estiva veniva indossata con tutta l'uniforme dell'ARK.
Dopo il marzo 1970 tali limiti vennero sostituiti da una versione verde oliva - per inciso, il cambiamento di colore venne fatto per assomigliare di più al berretto statunitense Visor M1954 - da indossare con la nuova uniforme americanizzata adottata dall'ANK.
Sul campo, gli ufficiali e i soldati dell'ARk portavano un misto di berretti tropicali leggeri cachi, berretti di cotone statunitensi M-1951, e berretti boccola francesi (francese:  Chapeau de brousse Mle 1949 ), in tela di cotone kaki o OG. Più tardi, venne adottato un berretto di pattuglia cachi, che assomigliava ad un semplice berretto da baseball, come berretto standard per tutti i ranghi dell'ANK, anche se il berretto sudvietnamita ARVN in tela di cotone OG, la cui forma ricorda il berretto utility dei Marines, venne talvolta considerato. Inoltre, anche una vasta gamma di berretti da giungla OG o da mimetica e di berretti da baseball trovò la sua strada nell'ANK da Stati Uniti, Vietnam del Sud e Thailandia, sebbene non spostarono mai tutti i berretti precedenti. Le foto del periodo mostrano che il vecchio berretto boccola francese rimase popolare tra le truppe, che indossavano anche versioni fatte in Cambogia o sudvietnamite in tela mimetica.
Gli elmetti d'acciaio, nella forma dell'M-1 statunitense e del M1951 OTAN francese, erano lo standard nell'ARK, con i paracadutisti che ricevettero sia l'elmetto da salto statunitense M-1C che le sue rispettive versioni francesi modificate ( Casque USM1 type TAP Métropole  e  Casque USM1 type TAP EO ) o la variante francese M1951 TAP (in francese:  Casque type TAP, modèle 1951 ).
Durante la Repubblica, l'ANK si standardizzò sul modello M-1 1964 provvisto del modello coperto a schema mimetico dello US Army Mitchell 'Clouds', anche se alcune unità mantennero i più vecchi elmetti d'acciaio statunitensi e francesi per tutta la guerra.
Gli equipaggi dei corazzati dell'ARK ricevettero i caschi da motociclista M1951 e M1958/65 francesi scuri in pelle verde oliva (francese:  Sous-elmo radio-char modéle 1951 ,  Sous-casque radio-char modéle 1958  e  Sous-casque radio-char modéle 1965 ); dopo il 1970, i membri degli equipaggi degli APC M-113 cambogiani ricevettero l'elmetto Crew Vehicle Combat (CVC) in vetroresina 'Bone Dome' statunitense, anche se i modelli non proposero alcuna protezione soddisfacente contro gli Shrapnel o i proiettili delle armi piccole.

### Calzature
Scarpe basse bianche di cuoio allacciate furono indossate con l'intera uniforme di cotone bianco delle FARK, con scarpe marroni prescritte da indossare con l'uniforme cachi, e più tardi, quelle nere con la nuova uniforme ANK OG.
Sul campo, tutto il personale dell'esercito indossava gli Anfibi M-1943 in pelle marrone statunitensi o gli stivali e sandali tropicali in tela e gomma 'Pataugas' francesi; i paracadutisti ricevettero i modelli di jump-boot polpaccio M1950 o M1950/53 TAP (in francese:  Bottes de saut modéle 1950 et 1950/53 ) in pelle nera francesi.
Dopo il 1970, l'ANK si standardizzò sul modello americano in pelle nera M-1967 con la suola di gomma 'a catena' e gli stivali da giungla, e gli stavli sudvietnamiti Bata, che sostituirono gran parte delle vecchie calzature da combattimento.

### Gradi dell'Esercito
In profondo contrasto con l'ARVN sudvietnamita e le FAR laotiane, che sostituirono i gradi militari in stile francese già indossati durante il periodo coloniale, ideate delle insegne con il proprio grado dopo il 1954, lo standard grafico dei gradi delle FARK continuò a seguire da vicino il modello francese. Il sistema dei gradi militari delle forze armate cambogiane fu quasi identico alla sequenza disposta dai regolamenti del 1956 dell'esercito francese e comuni a tutti i settori di servizio, che differivano solo in alcuni dettagli.
Spalline rimovibili irrigidite (in francese:  pattes d'épaule ) vennero indossate dagli ufficiali sulle loro uniformi secondo la prassi francese, con la differenza che i generali cambogiani (francese:  Officiers Generaux ) portarono le loro stelle sopra ricami di foglie d'alloro d'oro sul bordo esterno, e una miniatura dello stemma reale sul cappotto con lance incrociate combinate con una corona venne costituito sul bordo interno delle spalline per tutti i gradi. La sequenza del colore delle spalline delle FARK variavano anche secondo il braccio del servizio: servizi generali - blu molto scuro o nero; truppe aviotrasportate - verde chiaro; corpo medico - marrone.
Su entrambe le uniformi cachi e verde oliva (OG, i gradi dei Generali e degli alti ufficiali (in francese:  Officiers supérieures ) vennero di solito indossati sulle tracolle (francese:  passants d'épaule ) ma, se la giubba o la camicia di servizio non era fornita con spalline abbottonate, avrebbe potuto essere indossata al suo posto una singola etichetta sul torace (in francese:  patte de poitrine ) secondo il modello francese. Come per gli ufficiali anziani (in francese:  Officiers subalternes ) e giovani (francese:  Sous-officiers ), che indossavano un gallone di metallo o di stoffa appuntato al petto; i sottufficiali in servizio nelle unità di combattimento vennero indotti ad indossare i loro galloni puntati verso l'alto mentre i loro omologhi non assegnati a combattere, alle formazioni di sostegno dello scaglione posteriore dovevano indossare i loro galloni puntati verso il basso. I soldati (French: Hommes de troupe) non indossavano alcuna insegna.
Questo sistema di base venne mantenuto durante la Repubblica, anche se le spalline standard nere senza lo stemma reale vennero adottate nel 1970 per tutti i servizi e dal 1972 in poi alcuni ufficiali cambogiani iniziarono ad indossare un collare di metallo attaccato all'insegna del grado, ovviamente si ispiravano alla pratica americana. Anche se il sistema dei gradi militari rimase invariato, venne creato il grado di feldmaresciallo (in francese:  Maréchal ) nel 1970 per il Presidente della Repubblica Khmer e Comandante in Capo delle FANK Lon Nol.
| Grado dell'ANK | Lingua Khmer | Grado dell'esercito francese | Grado dell'esercito americano | Insegna           |
| -------------- | ------------ | ---------------------------- | ----------------------------- | ----------------- |
| Pʊəl too       | ពលទោ          | Soldat de deuxième classe    | Private 2nd Class/Private     | (nessuna insegna) |
| Pʊəl aek       | ពលឯក         | Soldat de première classe    | Private 1st Class             |                   |
| Niey too       | នាយទោ          | Caporal                      | Lance-Corporal                |                   |
| Niey aek       | នាយឯក         | Caporal-chef                 | Corporal                      |                   |
| Pʊəl baal trəy | ពលបាលត្រី       | Sergent                      | Staff Sergeant                |                   |
| Pʊəl baal too  | ពលបាលទោ        | Sergent-chef                 | Master Sergeant               |                   |
| Pʊəl baal aek  | ពលបាលឯក       | Adjudant                     | Warrant Officer               |                   |
| Prɨn baal too  | ព្រឹន្ទបាលទោ      | Adjudant-chef                | Chief Warrant Officer         |                   |
| Prɨn baal aek  | ព្រឹន្ទបាលឯក     | Aspirant                     | Aspirant                      |                   |
| Aknu trəy      | អនុត្រី         | Sous-lieutenant              | 2nd Lieutenant                |                   |
| Aknu too       | អនុទោ          | Lieutenant                   | 1st Lieutenant                |                   |
| Aknu aek       | អនុឯក         | Capitaine                    | Captain                       |                   |
| Vorak trəy     | វរត្រី         | Commandant                   | Major                         |                   |
| Vorak too      | វរទោ          | Lieutenant-Colonel           | Lieutenant Colonel            |                   |
| Vorak aek      | វរឯក         | Colonel                      | Colonel                       |                   |
| Utdɑm trəy     | ឧត្តមត្រី       | Général de brigade           | Brigadier-General             | (one silver star) |
| Utdɑm too      | ឧត្តមទោ        | Major Général                | Major-General                 |                   |
| Utdɑm aek      | ឧត្តមឯក       | Lieutenant Général           | Lieutenant-General            |                   |
| Utdɑm nieyʊək  | ឧត្តមនាយក      | Général                      | General                       |                   |
|                |              | Maréchal                     | Field Marshal                 | (six gold stars)  |

### Insegne d'arma
I distintivi delle abilità e dei settori dell'ARK erano disponibili in metallo dorato e/o in versioni smaltate con spilli, con varianti in tessuto giallo ricamato o nero su verde che vennero introdotte dopo il 1970. Su abiti e uniformi di servizio, erano indossati su entrambi i colletti da tutti i gradi se si indossavano spalline, ma in campo gli ufficiali non li portavano sui colletti delle camicie se si portavano insegne di grado con spilli sul colletto di metallo; i soldati di solito portavano le insegne d'arma su entrambi i colletti.

### Insegne dell'unità
Occasionalmente venivano indossati nastri con nomi a colori e tenui sopra la tasca destra della camicia o della giacca sull'abito da campagna; targhette di plastica erano indossate con le uniformi di servizio e di abbigliamento.

### Fonti secondarie
- Christophe Dutrône and Michel Roques, L'Escadron Parachutiste de la Garde Sud-Vietnam, 1947–1951, in Armes Militaria Magazine n.º 188, March 2001. (in French)
- Christopher F. Foss, Jane's Tank and Combat Vehicle Recognition Guide, HarperCollins Publishers, London 2002. ISBN 0-00-712759-6
- Denis Lassus, Les marques de grade de l'armée française, 1945–1990 (1er partie-introduction), in Armes Militaria Magazine n.º 159, October 1998. (in French)
- Denis Lassus, Les marques de grade de l'armée française, 1945–1990 (2e partie-les differents types de galons), in Armes Militaria Magazine n.º 161, December 1998. (in French)